# Great Ireland Run
Le Great Ireland Run est une course à pied de 10 km dans la ville de Dublin, en Irlande. Il a lieu tous les ans depuis 2003.
En 2012, le Great Ireland Run fait partie des IAAF Road Race Label Events dans la catégorie des « Labels d'argent ». En 2010 et 2011, il était inclus dans les « Labels de bronze ».

## Faits marquants
En 2011, la course a réuni plus de 10 000 participants. L'Espagnol Jesús España s'impose chez les hommes, et la Britannique Charlotte Purdue chez les femmes.

## Vainqueurs
| Année | Hommes          | Pays      | Temps       |                            | Femmes      | Pays        | Temps |
| 2015  | Japhet Korir    | Kenya     | 28 min 15 s | Gemma Steel                | Royaume-Uni | 33 min 03 s |       |
| 2014  | Japhet Korir    | Kenya     | 29 min 12 s | Iwona Lewandowska          | Pologne     | 33 min 39 s |       |
| 2013  | Kenenisa Bekele | Éthiopie  | 28 min 51 s | Lauren Howarth             | Royaume-Uni | 33 min 36 s |       |
| 2012  | Kenenisa Bekele | Éthiopie  | 27 min 49 s | Gemma Steel                | Royaume-Uni | 32 min 06 s |       |
| 2011  | Jesús España    | Espagne   | 29 min 26 s | Charlotte Purdue           | Royaume-Uni | 32 min 42 s |       |
| 2010  | Martin Fagan    | Irlande   | 29 min 17 s | Freya Murray               | Royaume-Uni | 32 min 30 s |       |
| 2009  | Rui Pedro Silva | Portugal  | 28 min 45 s | Ana Dulce Félix            | Portugal    | 32 min 18 s |       |
| 2008  | Abraham Chebii  | Kenya     | 28 min 48 s | Doris Chepkwemoi Changeywo | Kenya       | 32 min 15 s |       |
| 2007  | Abraham Chebii  | Kenya     | 28 min 47 s | Victoria Mitchell          | Australie   | 33 min 06 s |       |
| 2006  | Craig Mottram   | Australie | 28 min 51 s | Meselech Melkamu           | Éthiopie    | 31 min 41 s |       |
| 2005  | Craig Mottram   | Australie | 28 min 35 s | Amy Rudolph                | États-Unis  | 32 min 16 s |       |
| 2004  | Craig Mottram   | Australie | 29 min 11 s | Catherina McKiernan        | Irlande     | 33 min 39 s |       |
| 2003  | Craig Mottram   | Australie | 28 min 36 s | Sonia O'Sullivan           | Irlande     | 32 min 24 s |       |